# Servius Calpurnius Domitius Dexter
Servius Calpurnius Domitius Dexter war ein römischer Politiker und Senator des dritten Jahrhunderts.
Dexter stammte wahrscheinlich aus Italien. Sein Vater war vielleicht ein Calpurnius Maximus, der im Jahr 203 oder 204 Suffektkonsul war. Vor seiner prätorischen Laufbahn war er Triumvir monetalis (Münzmeister), bekleidete als Kandidat des Kaisers die Quästor und danach die Prätur für Vormundschaftssachen.
Um 180 wurde Dexter Straßenkurator der Via Aemilia. Die Kuratel war wohl das einzige Amt Dexters zwischen seiner Prätur und dem Konsulat, abgesehen von seiner Legatur bei einem Prokonsul von Asia. Im Jahr 225 wurde Dexter ordentlicher Konsul. Dexter bekleidete auch das Priesteramt eines Quindecimvir sacris faciundis (als magister collegii).